# Сычёв, Виталий Евгеньевич
Вита́лий Евге́ньевич Сычёв (род. 2 марта 2000, Барнаул) — российский футболист, вратарь.

## Карьера
Родился и вырос в Барнауле, первые футбольные шаги делал в ДЮСШ имени Алексея Смертина под началом тренера Владимира Александровича Евглевского. С 2016 года тренировался в структурах московского «Локомотива». 26 июля 2018 года провёл единственный матч за фарм-клуб «Казанку» — в домашней игре первенства ПФЛ против «Пскова-747» (1:2).
Летом 2019 года перешёл в «Тамбов». Дебютировал в Премьер-лиге 14 марта 2021 года против «Краснодара», пропустив четыре мяча. После расформирования клуба летом 2021 года перешёл в «Химки».
Выступал за «Олимп-Долгопрудный» на правах аренды, с июля 2022 года играл за «Акрон», но провёл всего один матч в Кубке России 2022/2023 против команды «Пересвет». 4 июня 2024 года покинул «Акрон» из-за окончания контракта.

## Достижения
Акрон (Тольятти)
- Бронзовый призёр Первой лиги России: 2023/24